# 岡本結子リサ
岡本 結子 リサ（おかもと ゆいこ りさ、2000年〈平成12年〉1月30日 - ）は、日本の気象キャスター。ウェザーニューズ所属。愛称はこりさ、結子姫。

## 来歴
東京都出身。青山学院大学経済学部経済学科卒業。
2023年8月、ウェザーニュースLiVEキャスターオーディションに合格。10月21日の『ウェザーニュースLiVE・コーヒータイム』内（11時 - 11時20分）で、同期の青原桃香と共にお披露目会が行われ、再開後の前半1時間（11時30分 - 12時30分）を担当。キャスターデビューとなった。

## 人物
- ウェザーニュースキャスター初の2000年生まれ[8]。
- インドと日本のハーフ[9]。
- 大学では経済学を専攻していた[10]。
- 中学校時代は吹奏楽部、高校時代はダンス部に所属していた[11]。
- キャスターオーディションでは自己PRとしてダンスを披露。曲はYOASOBIの「アイドル」[11]。
- クレヨンしんちゃんが好きで、毎年映画を見に行っている[12]。また、キャスターオーディションではボーちゃんのモノマネを披露した[12]。
- 元ウェザーニュースキャスターの大島璃音は、大学の先輩にあたる[5]。
- アイドルグループ日向坂46のファンで、前身グループ「ひらがなけやき坂」時代からの古参”おひさま”（日向坂46のファンネーム）でもある。

## 出演
- ウェザーニュースLiVE・コーヒータイム - 2023年10月21日-
- ウェザーニュースLiVE・アフタヌーン - 2023年10月25日-
- ウェザーニュースLiVE・イブニング - 2023年11月18日-
- ウェザーニュースLiVE・ムーン　- 2024年4月3日-